# Rue Alexandre-Fourtanier
La rue Alexandre-Fourtanier (en occitan : carrièra Alexandre Fourtanier) est une voie de Toulouse, chef-lieu de la région Occitanie, dans le Midi de la France.

## Situation et accès

### Description
La rue Alexandre-Fourtanier est une voie publique. Elle se situe au cœur du quartier Saint-Georges. Elle appartient au site patrimonial remarquable.
La chaussée compte une seule voie de circulation automobile en sens unique. Elle appartient à une aire piétonne, où la circulation est réglementée et la vitesse limitée à 6 km/h. Il n'existe pas de bande, ni de piste cyclable, quoiqu'elle soit à double-sens cyclable.

### Voies rencontrées
La rue Alexandre-Fourtanier rencontre les voies suivantes, dans l'ordre des numéros croissants :
1. Place Saint-Georges
2. Rue Renée-Aspe

## Odonymie
La rue Alexandre-Fourtanier tient son nom d'Alexandre Fourtanier (1805-1864), avocat à la cour d'appel de Toulouse et homme politique de la IIe République, conseiller général de Haute-Garonne (1836-1849), maire provisoire de Toulouse (mai-juin 1849) et député de la Haute-Garonne (1849-1851).
Au milieu du Moyen Âge, la rue portait le nom de Guilhem Unaut, seigneur de Lanta et capitoul en 1350. Les plus anciennes mentions de ce nom se rencontrent au milieu du XIVe siècle et se trouvent jusqu'au XVIe siècle. Au milieu de ce siècle, la rue prit le nom de rue Vinaigre, probablement à cause du surnom que portait un certain Peyre Collac, cuisinier, propriétaire d'une maison de la rue des Pénitents-Blancs. Le nom de rue Vinaigre subsista jusqu'au XIXe siècle, sauf en 1794, pendant la Révolution française, quand elle prit le nom des Spartiates, en l'honneur de la cité antique de Sparte, qui symbolisait les vertus de courage et de République aux yeux des révolutionnaires. C'est finalement en 1887 que le nom d'Alexandre Fourtanier fut donné à la rue, par décision du conseil municipal dirigé par le républicain Joseph Sirven.

## Patrimoine et lieux d'intérêt

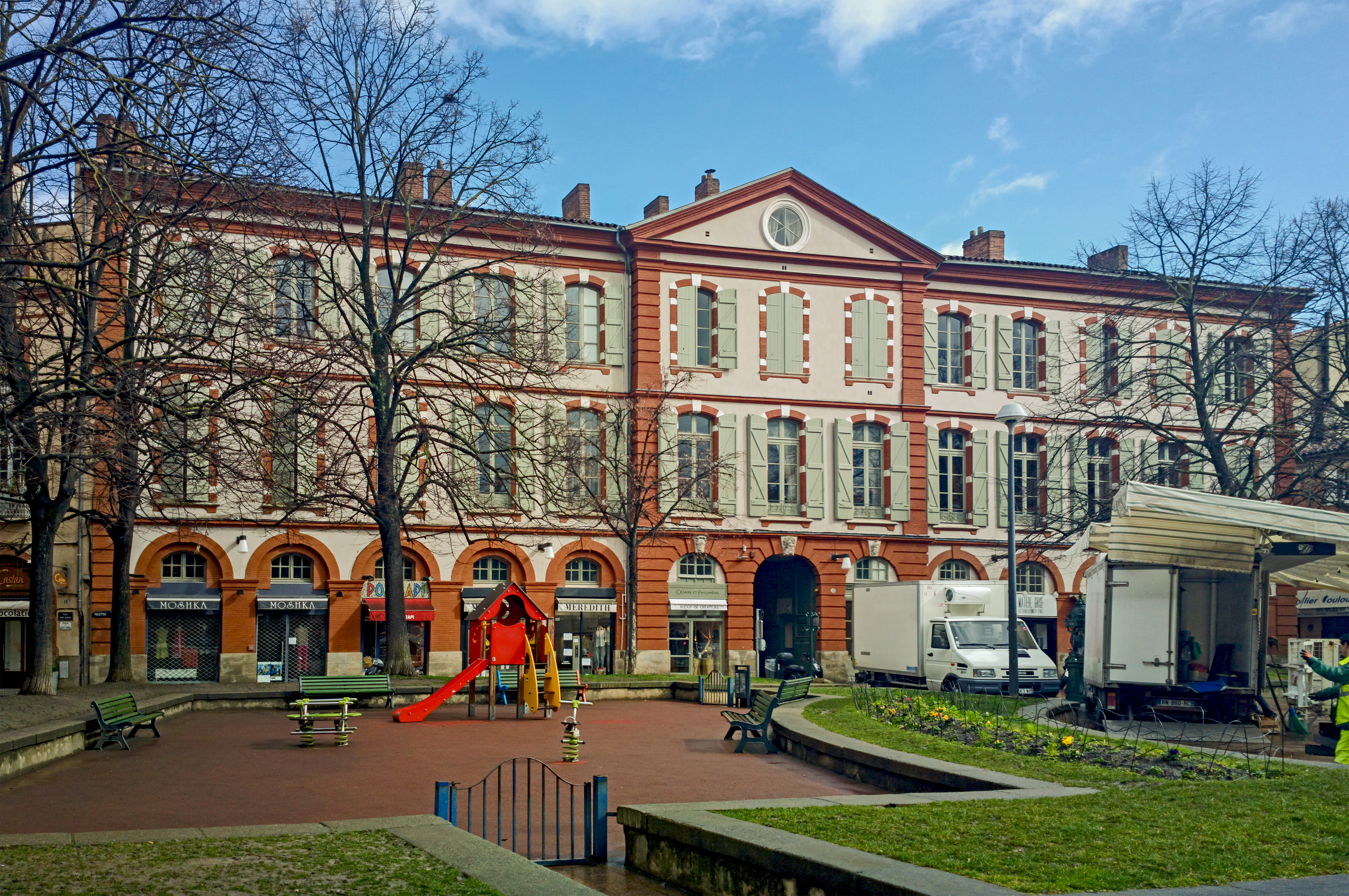
no 1 : hôtel de Lafage vu de la place Saint-Georges.

- no  1 : hôtel de Lafage (1747).  Inscrit MH (1978, façades et toitures sur rues et sur cour ; escalier intérieur avec sa rampe en fer forgé ; grand salon du premier étage avec son décor)[3],[4].

- no  3 : hôtel Viguerie.
L'hôtel est construit dans le deuxième quart du XIXe siècle, probablement pour Joseph Viguerie, maire de Toulouse (1830-1833), sur une parcelle qui appartenait depuis le début du XVIIIe siècle à sa famille. La façade comme les aménagements intérieurs témoignent de l'esthétique néo-classique en vogue à Toulouse dans la première moitié du XIXe siècle.
La façade sur la rue Alexandre-Fourtanier se développe sur sept travées. Le rez-de-chaussée est encadré de pilastres doriques et percé de deux arcades de boutique en plein cintre, encadrées chacune de deux fenêtres en plein cintre, autour d'une porte cochère elle-même en plein cintre. La porte cochère est mise en valeur par un léger ressaut. Le 1er étage est encadré de pilastres doriques et ouvert par sept fenêtres également en plein cintre qui sont dotées de balconnets qui ont des garde-corps en fonte aux motifs de grecques et de balustres, sauf la fenêtre centrale qui est encadrée de pilastres doriques avec un chapiteau qui possède un balcon plus large orné d'un garde-corps en fonte. Un entablement décoré d'une frise en terre cuite, décoré de rinceaux, surmonte le 1er étage. Le 2e étage est similaire au 1er étage, mais les fenêtres sont rectangulaires. L'élévation est surmontée d'une corniche à modillons[5].